# Schloss Nienburg
Schloss Nienburg war eine Schlossanlage auf dem heutigen Schloßplatz in Nienburg/Weser, die in die mittelalterliche Stadtbefestigung Nienburg einbezogen war. Bis auf den Stockturm haben sich keine baulichen Reste erhalten. Vorläufer des an der Weser gelegenen Schlosses war die Wasserburg Nienburg des Bistums Minden, die die Grafen von Hoya im 16. Jahrhundert zu einem repräsentativen Schloss umbauten.

## Geschichte
Ab dem Jahr 1025 belegen verschiedene Urkunden umfangreichen Besitz der Bischöfe von Minden in Nienburg und Umgebung. Als Schutz dieser Güter diente die Nienburg. Die Burg wurde an die Billunger, an die Grafen von Roden und 1215 an die Grafen von Hoya verlehnt. Letztere gründeten die Stadt Nienburg bei der Burg, dennoch erhoben die Mindener Bischöfe weiterhin Besitzansprüche auf die Burg. In einer Fehde um die Burg Steyerberg zwischen Graf und Bischof eroberte letzterer 1293 Nienburg und belehnte mit einer Hälfte den Herzog von Braunschweig-Lüneburg. Zwei Jahre später fiel Nienburg aber im Rahmen eines Ausgleichs wieder an die Grafen von Hoya zurück. Bei der Teilung der Grafschaft Hoya1344/45 wurde die Nienburg Residenz der Obergrafschaft.
Das Schloss wurde während des 16. Jahrhunderts als Vierflügelanlage nach Vorbildern der Schlösser Stadthagen und Bückeburg errichtet. Nach dem Erlöschen des Geschlechts derer von Hoya (1582) fiel ihre Grafschaft an den welfischen Herzog Wilhelm der Jüngere, der im Celler Schloss residierte. Er setzte zur Verwaltung seines Amtes in Nienburg einen Drost ein. Durch Belagerungen im Dreißigjährigen Krieg kam es in der Stadt und auch am Schloss und seinen Nebengebäuden zu Zerstörungen. Nach Kriegsende wurden die Schlossgebäude bis auf den im 16. Jahrhundert als Batterieturm erbauten und bis heute erhalten gebliebenen Stockturm abgerissen. Er diente zeitweise als Gefängnis.
Aus dem frei gewordenen Gelände des Schlosses entstand der Schloßplatz, der bis 1860 militärisch genutzt wurde. Im 17. und 18. Jahrhundert wurden auf dem Platz Militärgebäude der Festung Nienburg erbaut und er wurde als Exerzierplatz genutzt. Eine Lageplan des Schloßplatzes von 1746 gibt die bauliche Situation zu dieser Zeit wieder. Auf der Fläche des einst vierflügeligen Schlosses stehen das Zeughaus, die Artillerie-Baracke, das Materialhaus sowie der Stockturm. Des Weiteren gibt es ein als „dicker Turm“ bezeichnetes Gebäude. An der Ostseite findet sich mit den „neuen Baracken“ ein langgestreckter Kasernenbau, der 1730 entstanden war. Eine eingezeichnete „Kuhle“ ist als Rest des Schlossgrabens zu deuten.

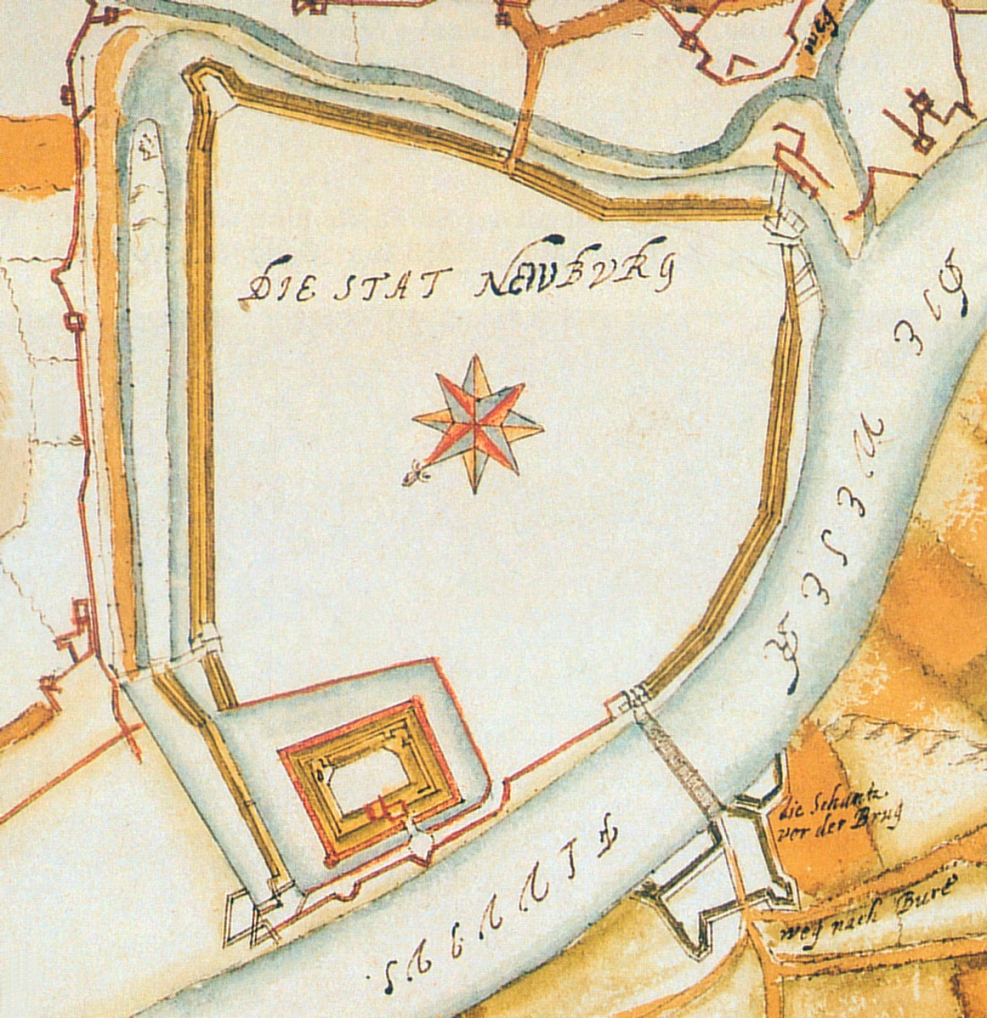
Schloss Nienburg innerhalb der mittelalterlichen Stadtbefestigung Nienburg mit Stadtmauer, 1627

Bei der Schleifung der Festung Anfang des 19. Jahrhunderts wurden die Militärbauten abgerissen und danach entstanden um den Platz weitere Gebäude, wie das Amtsgericht Nienburg, das Landratsamt, ein Gefängnis und die Königliche Baugewerkschule Nienburg (später Fachhochschule, heute Polizeiakademie Niedersachsen). Nachdem sich auf dem Schloßplatz zeitweise ein Busbahnhof befand, wird er heute als Parkplatz genutzt und ist teilweise mit einem Kaufhaus überbaut worden.

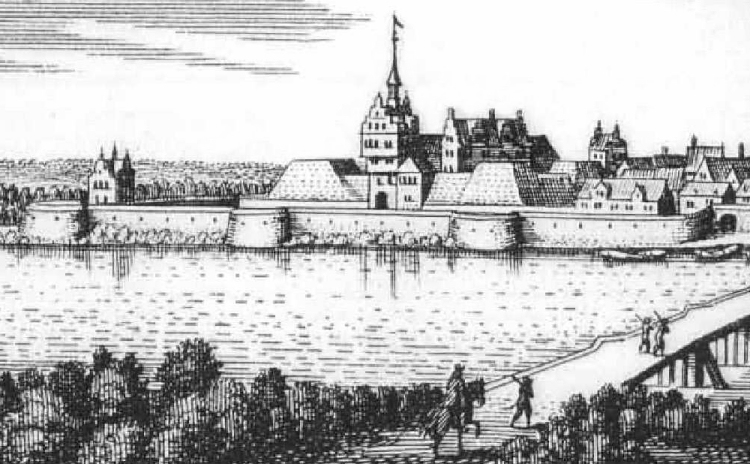
Schloss Nienburg an der Weser als Merian-Stich von 1647
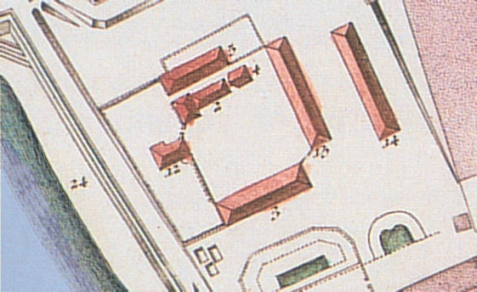
Lageplan des Schloßplatzes von 1736
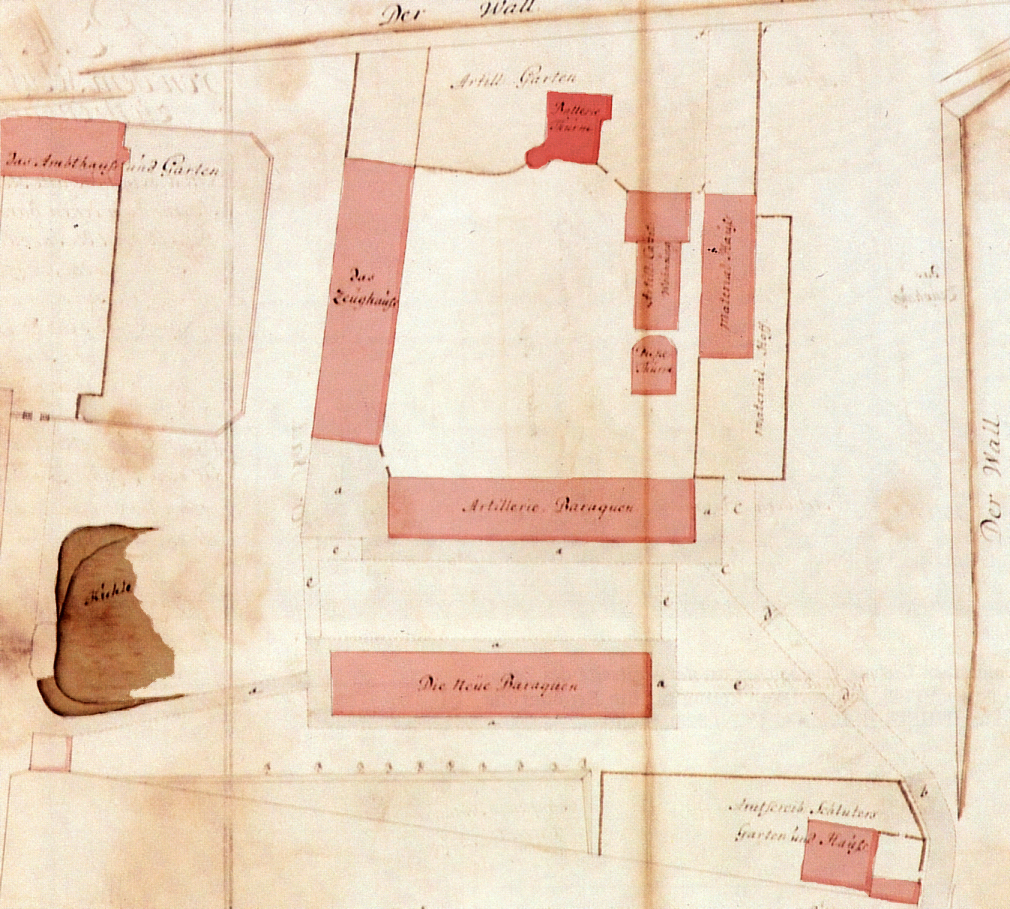
Plan vom Schloßplatz, Stockturm dunkelrot, „Kuhle“ braun, 1746
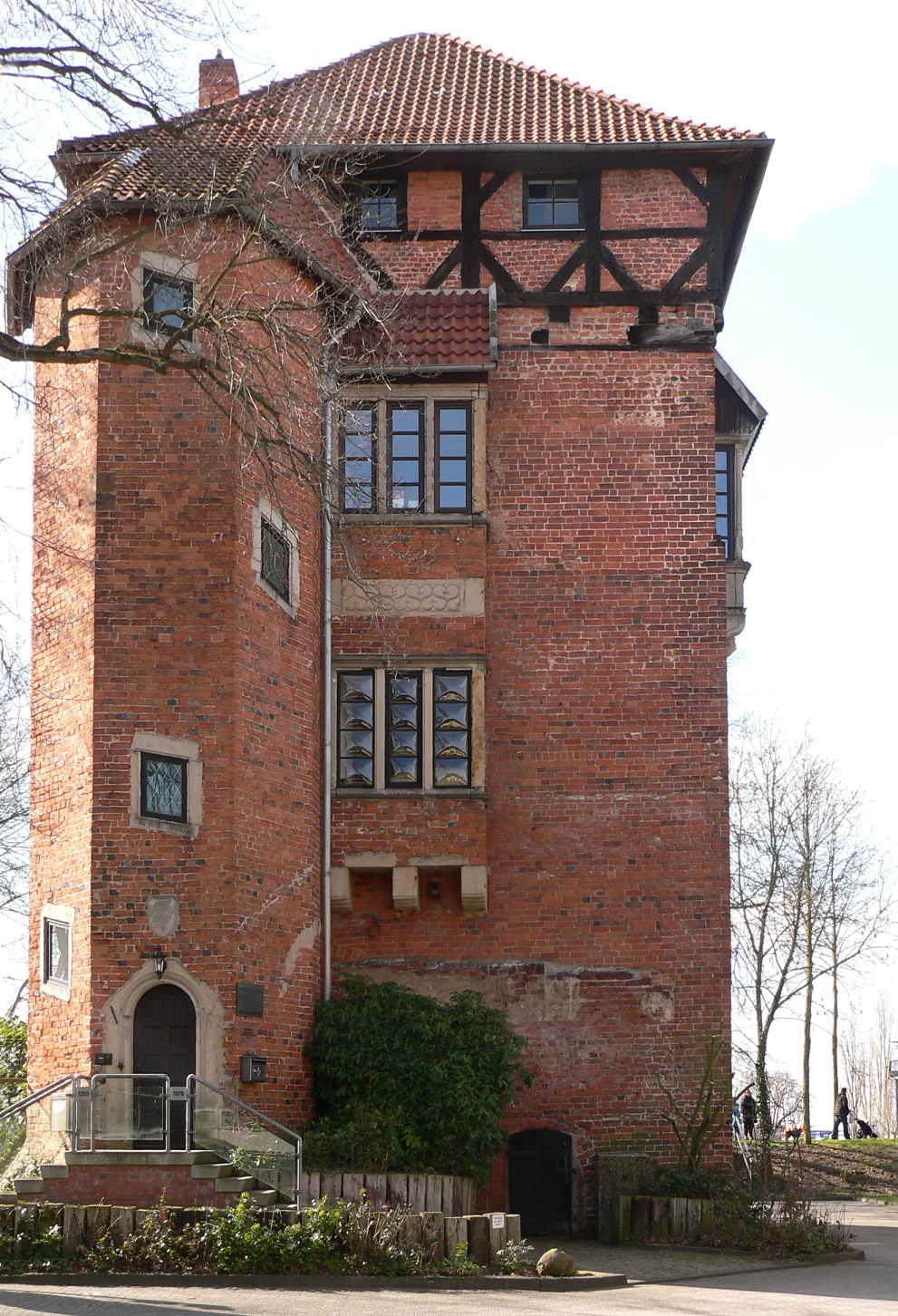
Der Stockturm als letzter baulicher Rest von Schloss Nienburg